# Poziom dźwięku
Poziom dźwięku – poziom ciśnienia akustycznego po uwzględnieniu krzywych ważenia A, B lub C.
Poziom dźwięku to wielkość, która uwzględnia właściwości ludzkiego słuchu. Przy dużych poziomach ciśnienia ucho słyszy „równiej” tzn. w całym zakresie częstotliwości potrzeba mniej więcej takiego samego ciśnienia akustycznego, aby usłyszeć poszczególne tony z taką samą głośnością. Natomiast przy małych poziomach ciśnienia, środkowe pasmo częstotliwości jest słyszalne zdecydowanie lepiej niż częstotliwości niskie i wysokie.